# YurView California
YurView California (anteriormente conocido como 4SD , Channel 4 San Diego o extraoficialmente COX 4, y originalmente conocido como KCOX) es un canal de televisión por cable estadounidense que sirve a San Diego, California, propiedad de Cox Communications, que transmite el canal principalmente en su área de San Diego. sistemas en el canal 4.
Originalmente operó como una red de deportes regionales para el condado de San Diego, con un formato mixto que se asemeja al de la red de deportes regionales con sede en Denver, Altitude Sports and Entertainment . Después de la pérdida de los derechos de televisión de la cadena de muchos equipos deportivos profesionales y universitarios en los últimos años, su programación se ha desplazado más hacia programas de interés público, así como programación local, infomerciales y series de televisión más antiguas que el canal había estado transmitiendo antes de perder la mayoría de los programas. su programación deportiva.

## Historia
Cox Communications lanzó originalmente el canal en algún momento a principios de la década de 1980 como KCOX. Inicialmente, una gran parte de la programación de KCOX se obtuvo de USA Network. A partir del 1 de enero de 1983, Cox comenzó a ofrecer tanto USA como KCOX como servicios de 24 horas.
En 1996, el medio se desarrolló como un servicio experimental destinado a cubrir la Convención Nacional Republicana de 1996 (que se llevó a cabo en el Centro de Convenciones de San Diego), así como para brindar cobertura las 24 horas del día para las festividades del Super Bowl en el Qualcomm Stadium. en 1998 y 2003.
Durante los incendios forestales de octubre de 2007 que afectaron a San Diego, 4SD transmitió programas de ABC, incluidas las noticias de la red y los programas de horario estelar, en lugar del afiliado de ABC del mercado, KGTV (canal 10) debido a la cobertura de noticias de última hora de los incendios. De manera similar, el 17 de enero de 2010, 4SD transmitió un juego de baloncesto universitario entre los Connecticut Huskies y los Michigan Wolverines en lugar del afiliado de CBS KFMB-TV (canal 8), que en su lugar transmitió un programa local previo al juego para el partido de desempate divisional entre los Jets de Nueva Yorky los San Diego Chargers.
Desde 2012, 4SD ha servido como canal alternativo para Fox Sports San Diego para los sistemas Cox y Time Warner Cable en el condado de San Diego, transmitiendo juegos de otros equipos que la red regional de deportes tiene derechos de televisión en caso de que los Padres transmitan en vivo por Fox Sports. San Diego produce al mismo tiempo los partidos de los Angeles Clippers, Anaheim Ducks o los Angeles Kings (que se transmite simultáneamente a partir de este último canal de Los Ángeles - basado cadena hermana Fox Sports Prime Ticket).
Cox San Diego acordó llevar algunos juegos de la primera temporada de la Fall Experimental Football League en octubre y noviembre de 2014. El canal solo se programó a tiempo parcial.
En marzo de 2017, Cox Communications cambió el nombre de sus canales de origen local bajo el lema YurView (con el relanzamiento de The Cox Channel como YurView California), como parte de un esfuerzo nacional de Cox para llevar todos sus canales de acceso a la comunidad bajo una marca unificada.

## Programación
YurView California ahora sirve como un canal de entretenimiento de origen local, y muchos de sus programas se transmiten varias veces a la semana. Los programas que se transmiten en el canal incluyen Sam the Cooking Guy, BackBeat (un programa sobre músicos locales), California Life with Heather Dawson , Forefront y Cox California Edition . Aunque el canal todavía transmite algunos programas deportivos (incluidos Raceline y The Tim McCarver Show), 4SD ya no transmite eventos deportivos en vivo, con las posibles excepciones del fútbol y el baloncesto de la escuela secundaria.

### Programación deportiva

#### San Diego Padres
En 1997, 4SD obtuvo los derechos de transmisión parcial de los juegos de las Grandes Ligas de los San Diego Padres; transmitió los juegos del equipo de lunes a sábado, y los juegos del domingo (que fueron producidos por 4SD) se televisaron en la estación independiente KUSI (canal 51). En 2001, los Padres y Cox Communications firmaron una extensión de 10 años para los derechos de transmisión; Como resultado del acuerdo, 4SD construyó un centro de transmisión de última generación ubicado en Petco Park. KUSI perdió los derechos de los Padres después de la temporada 2003 , después de haber transmitido los juegos del equipo durante la mayor parte de las 17 temporadas anteriores; a partir de la temporada 2004 , 4SD se convirtió en la emisora exclusiva de los Padres de juegos que no son televisados a nivel nacional (en ESPN, ESPN 2, MLB Network o Fox); aunque los juegos que no se transmiten en 4SD o cualquiera de los socios nacionales de Major League Baseball no se televisan dentro del área de mercado designada por los Padres.
La mayoría de estos juegos no televisados suelen ser juegos diurnos entre semana, que se transmiten en períodos de tiempo más sujetos a una menor audiencia. Sin embargo, a partir de agosto de 2010, los Padres junto con MLB Advanced Media se asociaron para transmitir los juegos no televisados de forma gratuita dentro del mercado de los Padres a través de mlb.tv para juegos que no estaban dentro de las ventanas de bloqueo impuestas por Fox (el sábado por la tarde). o ESPN (los domingos por la noche). Durante el tiempo que 4SD tuvo los derechos de transmisión de los Padres, el sistema de Las Vegas de Cox Communications transmitió simultáneamente los juegos de los Padres en "COX 96", un canal de origen local en el canal de cable 96, que transmitía los juegos del equipo exclusivamente en definición estándar (el resto de "COX 96" consiste en asuntos gubernamentales del área de Las Vegas y programación de eventos especiales).
El 21 de abril de 2011, el gerente de 4SD, Dennis Morgigno, anunció durante una reunión con sus empleados que probablemente 4SD no renovará los derechos de televisión de los Padres para la temporada 2012 en adelante. Esto fue reconocido formalmente más tarde por el vicepresidente de asuntos de cable de Cox Communications para el mercado de San Diego, Sam Attisha, en un anuncio de que despediría al personal de producción de béisbol del canal al final de la temporada 2011 . La decisión de no renovar los derechos resultó de una disputa durante las negociaciones del contrato en la que 4SD y los Padres se diferenciaron en un pago anual por los derechos de los juegos del equipo desde 2012 en adelante por un margen de $ 6 millones al año para el próximo contrato. Fox Sports Net ofreció a los Padres un contrato de 20 años con tarifas de derechos que van desde $ 17 millones a $ 22 millones al año (entre $ 340 y $ 440 millones al final del período) con algunos informes de hasta $ 70 millones al año (que ascienden a $ 1.4 mil millones en al final del mandato de 20 años). Fox Sports ganó el contrato, lo que resultó en la creación de una nueva red regional de deportes para televisar los juegos, Fox Sports San Diego.

#### San Diego Chargers
Aunque YurView California nunca transmitió transmisiones en vivo de los juegos del Charger, el canal anteriormente transmitía programación auxiliar relacionada con el equipo de la NFL, incluidos programas de entrevistas y programas de vista previa del juego de los Chargers antes de su mudanza en 2017 a Los Ángeles.

#### San Diego State University Aztecs
Desde el inicio del canal en 1996 hasta 2006, 4SD llevó a cabo eventos deportivos de la Mountain West Conference, en asociación con la red deportiva regional Sportswest. El 1 de septiembre de 2006, Mountain West Conference formó su propia red deportiva, MountainWest Sports Network (también conocida como "The Mtn.", Que se cerró el 1 de junio de 2012). Sin embargo, como parte de un acuerdo de distribución entre Cox Communications y MountainWest Sports Network, se permitió a 4SD llevar a cabo eventos deportivos selectos de San Diego State Aztecs que fueron producidos por MountainWest Sports Network, así como la mayor parte del Torneo de Baloncesto MWC (que fue producido por The Mtn. y CBS Sports Network), con la excepción del juego de campeonato de la conferencia (cuyos derechos estaban en manos de Versus / NBC Sports Network (ahora NBCSN). Los derechos de transmisión de Mountain West eran exclusivos de la transmisión 4SD transmitida por Cox; las transmisiones no se transmitieron por Time Warner Cable ya que MountainWest Sports Network no mantuvo un acuerdo de distribución con ese proveedor.

#### San Diego Toreros
En 1998, 4SD obtuvo los derechos de transmisión de los juegos en casa de baloncesto de USD Toreros que no son televisados a nivel nacional (ya sea por ESPN, ESPN2, ESPNU o Fox Sports Net). En 2008, 4SD se asoció con Comcast SportsNet California y Comcast SportsNet Northwest para brindar cobertura regional del baloncesto masculino de la West Coast Conference (el acuerdo permite que los juegos de WCC producidos y transmitidos por 4SD o Comcast SportsNet sean transmitidos por cualquiera de los tres canales , mostrando los gráficos al aire de la otra red durante las transmisiones del juego en los canales respectivos). 4SD transmitió previamente todo el juego de fútbol / baloncesto azteca de la Universidad Estatal de San Diego que no estaba en ESPN o ESPN 2. Sin embargo, en agosto de 2011, Cox anunció que 4SD no renovaría su contrato de transmisión con la universidad para la temporada de baloncesto 2011-12.

#### Legión de San Diego
En 2018, el canal firmó un acuerdo de distribución con el sindicato de rugby profesional San Diego Legion para transmitir ocho partidos durante su temporada inaugural con Major League Rugby.

## Carro
YurView California actualmente solo está disponible en cable Cox.
Además de su transporte en Cox Communications, YurView California (en ese momento 4SD) estaba disponible en el otro importante proveedor de cable del condado de San Diego, Time Warner Cable (TWC). Sin embargo, no estuvo disponible hasta marzo de 2009 cuando Time Warner Cable comenzó a llevar 4SD en sus sistemas. En junio de 2010, Time Warner Cable comenzó a llevar la señal de alta definición del canal en sus sistemas Desert Cities. El canal se eliminó de las alineaciones de TWC en algún momento de 2016. Los juegos (pero no la alineación completa) también se pusieron a disposición de los suscriptores de Cox en el mercado de Las Vegas.
4SD nunca estuvo disponible en los proveedores de satélite DirecTV y Dish Network ni en el proveedor de IPTV AT&T U-verse. Esto se debe a que YurView se distribuye a través de fibra óptica y su alimentación no tiene un enlace ascendente al satélite (similar al método de distribución de Comcast SportsNet Philadelphia). Una pauta controvertida impuesta por la Comisión Federal de Comunicaciones (FCC) como parte de la Ley de Competencia y Protección al Consumidor de Televisión por Cable de 1992(conocida como la "excepción terrestre"), que se implementó para fomentar las inversiones en programación local, declaró que un canal de televisión no tiene que poner su programación a disposición de los proveedores de televisión de pago que no operan como servicios de cable (como los proveedores de satélite) si no utiliza satélites para su transmisión.
El 20 de enero de 2010, la FCC votó 4-1 para cerrar la laguna terrestre. Sin embargo, el fallo no dictaba una cantidad máxima que los proveedores podían cobrar a los proveedores por transportar canales distribuidos por microondas o fibra óptica. El 15 de junio de 2010, Cox Communications anunció sus intenciones de negociar con DirecTV, Dish Network y AT&T U-verse para distribuir 4SD a esos proveedores. Según se informa, Cox negoció una tarifa de suscriptor que es mucho más de lo que DirecTV, Dish Network o AT&T U-verse estaban dispuestos a pagar. Sin embargo, estas negociaciones no tuvieron éxito y llevaron a la decisión de los Padres de firmar un nuevo acuerdo con Fox.

## YurView California HD
YurView California HD (anteriormente 4SD HD) es una transmisión simultánea de alta definición de 4SD, que emite en formato de resolución 1080i. Se transmite por Cox Communications y Time Warner Cable en el condado de San Diego, y por el canal 627 en el sistema Desert Cities de Time Warner Cable.
En 2004, 4SD comenzó a transmitir simultáneamente los juegos de los Padres en alta definición 1080i. Entre 2004 y 2006, 4SD transmitió aproximadamente 120 juegos en alta definición (sin embargo, los juegos fuera de la División Oeste de la Liga Nacional y los enfrentamientos entre ligas fuera de los equipos de la División Oeste de la Liga Americana se transmitieron en definición estándar, con la excepción de un juego de 2004 con los Padres primero - todos los partidos de temporada regular como visitante contra los Medias Rojas de Boston y los Yankees de Nueva York, que fueron transmitidos en alta definición); todas las transmisiones de los juegos de los Padres en 4SD se transmitieron en alta definición a partir de la temporada 2007.